# 電動航天推進

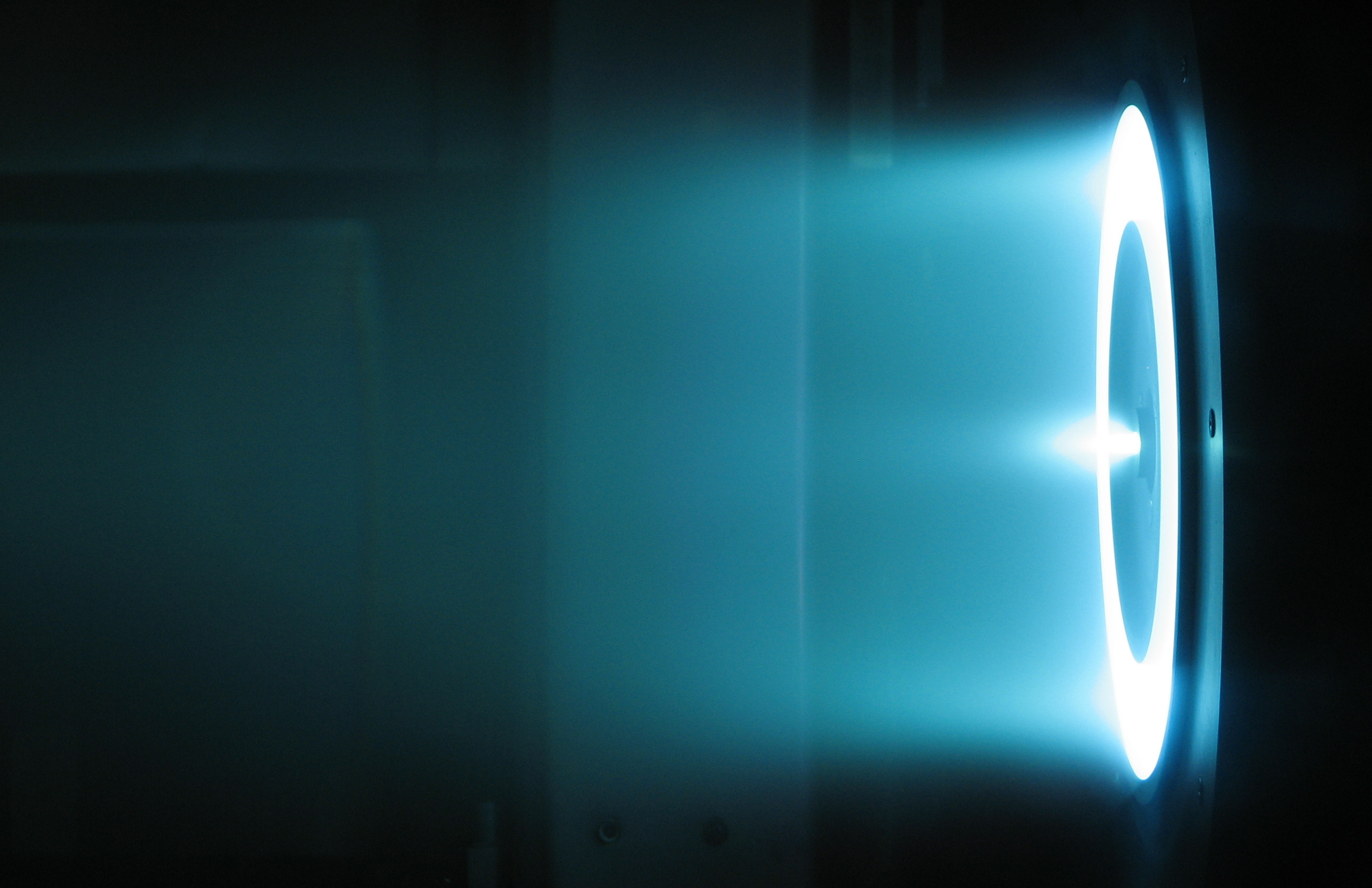
6 kW 的霍爾推進器在NASA 噴射推進實驗室中運作

電動式推進是指利用電力或磁場作為太空船的動力。這系統大多採用加速電離子的技術。
比衝越高代表效率越好，亦即可以用相同質量的燃料產生更多的動量。因為電動發動機比化學燃料火箭有更高的排氣速度，所以比化學燃料火箭消耗更少燃料，但由於能源所限，其推力會比化學燃料火箭弱得多。雖然電動推進器的推力較少，但推力卻可維持一段很長的時間。經過長時間後，電動發動機能加速到一個相當可觀的速度，因此電動發動機比化學燃料火箭更適合於深太空任務。
目前，電動式推進發展已相當成熟，已廣泛應用於各種太空任務上。俄羅斯的衛星已經採用電動推進有幾十年。到2019年，在太陽系運行的500多個航天器採用電動推進系統。其系統除了作為它們的主要動力外，亦會用作固定航天器在軌道上及軌道提升等功能。而日後所發展出電動發動機更可產生每秒100公里的速度增量（Δv）。雖然這速度能使太空船（且是核能驅動）前往至太陽系外圍的星球，卻還不足以進行星際間的穿梭。理論上，電動式推進如能搭配外部能源（透過雷射方式傳送動力）運作，是有可能進行星際穿梭。由於電動式推進產生的推力不夠強，所以並不適合用於火箭從地球發射上太空的過程。

## 驅動形式

### 離子和電漿推進
此一形式的發動機利用噴出離子作為動力來源。有別於一般火箭發動機，由於並不需要噴嘴，所以並不被視為真正的火箭發動機。離子發動機基本上等同於粒子加速器，原理是將離子從排氣口噴射出去以產生動力。目前知名的粒子加速器並非用作推進器，主要是用在研究及工業上，為科學測量及核散裂反應(nuclear spallation) 或離子注入 (ion implantation)等研究作出貢獻，如歐洲核子研究中心使用大型強子對撞機進行的基礎物理研究。
根據用於加速離子的作用力種類，太空船所使用的電動推進器可分為三種：

#### 靜電式推進
任何裝置藉庫侖靜電力產生加速度作為動力，皆屬於靜電式推進，包括：
- 網格離子推進器 Gridded ion thruster
  - 國家太空總署太陽能技術應用設備 NASA Solar Technology Application Readiness(NSTAR)
  - 高能量電力推進 High Power Electric Propulsion (HiPEP)
  - 射頻離子推進器 Radiofrequency ion thruster

- 霍爾推進器 Hall Effect Thruster (HET)
  - 固定電漿推進器 Stationary Plasma Thruster (SPT)
  - 陽極層離子推進器 Thruster with Anode Layer (TAL)

- 離子膠體推進器 Colloid Ion Thruster
- 場致發射電力推進 Field Emission Electric Propulsion (FEEP)
- 奈米粒子場提取推進器 Nano-particle field extraction thruster

##### 電熱式推進
電熱式推進指儀器透過產生電漿令推進劑加熱，並通過實體噴嘴或磁場噴嘴，將推進劑的熱能轉化為動能。通常採用低分子量氣體(如氫、氦及氨)作為推進劑。
電熱式發動機通過噴嘴將熱能轉化為分子的直線運動，以成為自身動力，可視它為火箭。
雖然電熱式發動機在比衝(ISP)方面的表現並沒有特別突出(500到1000秒)，仍比冷氣體推進器、單基發動機及大部份的雙基發動機優秀。蘇聯曾於1971年起採用電熱式發動機，包括蘇聯製的“Meteor-3”、“Meteor-Priroda”、“Resurs-O”系列的衛星，以及俄製的“Elektro”衛星。目前洛克希德·馬丁(Lockheed Martin)的A2100衛星正採用由洛克達因公司(Aerojet)製造的電熱系統MR-510，並以聯胺作為推進劑。電熱式推進器包括：
- 電弧噴射發動機 Arcjet Thruster
- 電阻加熱電漿發動機 Resistojet Thruster
- 可變比衝磁電漿火箭 Variable Specific Impulse Magnetoplasma Rocket (VASIMR)

##### 電磁式推進
電磁式推進指儀器利用離子加速，即離子受到勞侖茲力或電磁場作用(其電場與離子加速的方向不相同)影響，作為飛船動力。電磁式推進器包括：
- 無電極電漿推進器 Electrodeless plasma thruster
- 磁電漿動力推進器 Magnetoplasmadynamic thruster
- 脈衝感應推進器 Pulsed inductive thruster
- 脈衝電漿推進器 Pulsed plasma thruster
- 螺旋雙層結構推進器 Helicon Double Layer Thruster

### 非離子式推進

##### 光子式推進
光子推進器意指儀器透過發射光子產生推力。詳見以下頁面：
- 雷射推進 Laser propulsion
- 光子火箭 Photon rocket

##### 電動纜索式推進
電動纜索是一條很長的導線。如將一條纜索連接上一個特定的衛星，它就能以發電機的電動原理運作，將動能轉化為電動，或以發電機的原理運作，將電動轉化為動能。當纜索在地球的磁場中移動，便能產生電勢。電動纜索採用甚麼種類的金屬導線取決多個因素，主要包括其導電性及低密度性。次要因素則是金屬的價格、強度及熔點。詳見以下頁面：
- 電動纜索 Electrodynamic tether

##### 其他具爭議性的推進形式
除上述的非離子式驅動形式外，還有數個推進方式曾經被提出，但尚未清楚這些方法能否在現今所知的物理規則下實現，包括：
- 量子真空電漿推進器 Quantum Vacuum Plasma Thruster
- 射頻共振空腔推進器 RF resonant cavity thruster

### 穩定輸出型及非穩定輸出型
電動推進系統亦可以分類為穩定輸出型(能於指定時間內持續地產生動力)及非穩定輸出型(以脈衝方式噴射達到預期推力)。事實上，這分類方式不只可應用在電動推進系統上，亦可以應用在任何推進形式的引擎上。

## 動力特性
由於電動式發動機的動力相當有限，因此產生的推力比化學燃料發動機更少，其推力差距甚至高達好幾個數量級。並且化學燃料火箭產生動力的方式快而直接，電動系統卻需要多個程序才能產生動力。然而在同等的推力下，電動式推進能以較少燃料，為太空船帶來可觀的航行速度，這一點相對化學燃料發動機佔有極大優勢。化學燃料發動機只能於很短的時間內運作，並大多只會於慣性軌道(inertial trajectory)上航行。當接近行星時，電動火箭雖然沒法提供足夠的推力使飛船脫離星球的表面，但長時間性的低推力卻可以令飛船在星球附近的地方航行。